# منشو (مارانهاو)
منشو (بالبرتغالية: MONÇÃO‏)؛ بلدية في ولاية مارانهاو في المنطقة الشمالية الشرقية من البرازيل.